# Neuwelt (Warmensteinach)
Neuwelt ist ein Gemeindeteil der Gemeinde Warmensteinach im Landkreis Bayreuth (Oberfranken, Bayern). Neuwelt liegt in der Gemarkung Warmensteinach.

## Geografie
Die Einöde liegt im tief eingeschnittenen Tal der Warmen Steinach und ist allseits vom Sophienthaler Forst umgeben. Es mündet dort der Finstergraben als rechter Zufluss in die Warme Steinach. Ein Anliegerweg führt 100 Meter nördlich zur Staatsstraße 2181 bei Warmensteinach.

## Geschichte
Neuwelt gehörte zur Realgemeinde Warmensteinach. Gegen Ende des 18. Jahrhunderts bestand Neuwelt aus einem Anwesen. Die Hochgerichtsbarkeit stand dem bayreuthischen Stadtvogteiamt Bayreuth zu. Grundherr des Drahtwerkes war das Amt Weidenberg.
Von 1797 bis 1810 unterstand der Ort dem Justiz- und Kammeramt Neustadt am Kulm. Mit dem Gemeindeedikt wurde Neuwelt dem 1812 gebildeten Steuerdistrikt Warmensteinach und der zugleich gebildeten Ruralgemeinde Warmensteinach zugewiesen. In Neuwelt gab es ursprünglich ein Draht- und Hammerwerk. 1853 wurde daraus eine Spiegelglasschleiferei, später ein Sägewerk.

### Einwohnerentwicklung
| Jahr      | 001818 | 001861 | 001871 | 001885 | 001900 | 001925 | 001950 | 001961 | 001970 | 001987 |
| Einwohner | *      | 16     | 22     | 20     | 25     | 28     | 16     | 14     | 0      | 0      |
| Häuser    | *      |        |        | 2      | 2      | 2      | 2      | 1      |        | 0      |
| Quelle    | [ 6 ]  | [ 10 ] | [ 11 ] | [ 12 ] | [ 13 ] | [ 14 ] | [ 15 ] | [ 16 ] | [ 17 ] | [ 1 ]  |

## Religion
Neuwelt ist evangelisch-lutherisch geprägt und war ursprünglich nach St. Michael (Weidenberg) gepfarrt. Seit Mitte des 19. Jahrhunderts ist die Pfarrei Zur Heiligen Dreifaltigkeit (Warmensteinach) zuständig.